# Auguste Reyers
Pour les articles homonymes, voir Auguste et Reyers.
Auguste Reyers est un militaire et homme politique belge. Né à Aarschot le 30 août 1843 et décédé à Schaerbeek le 30 mai 1924, il a été bourgmestre de Schaerbeek de 1909 à 1921.
La commune de Schaerbeek a donné son nom à un boulevard.